# José Hernández (Tennisspieler)
José Hernández Fernández (* 13. März 1990 in Santo Domingo) ist ein dominikanischer Tennisspieler.

## Karriere
José Hernández spielt hauptsächlich auf der ATP Challenger Tour und der ITF Future Tour. Er feierte bislang sechs Einzel- und vier Doppelsiege auf der Future Tour. Auf der Challenger Tour gewann er bis jetzt an der Seite von Máximo González das Doppelturnier von Mendoza im Jahr 2016.
José Hernández spielt seit 2006 für die dominikanische Davis-Cup-Mannschaft. Für diese trat er in 16 Begegnungen an, wobei er im Einzel eine Bilanz von 8:9 und im Doppel eine von 6:4 aufzuweisen hat.
Zum 11. Mai 2015 durchbrach er erstmals die Top 200 der Weltrangliste im Einzel und seine höchste Platzierung war ein 179. Rang im August 2015.

## Erfolge
| Legende (Anzahl der Siege)  |
| Grand Slam                  |
| ATP World Tour Finals       |
| ATP World Tour Masters 1000 |
| ATP World Tour 500          |
| ATP World Tour 250          |
| ATP Challenger Tour (1)     |

### Doppel

#### Turniersiege
| Nr. | Datum          | Turnier | Belag | Partner         | Finalgegner                    | Ergebnis         |
| --- | -------------- | ------- | ----- | --------------- | ------------------------------ | ---------------- |
| 1.  | 9. Januar 2016 | Mendoza | Sand  | Máximo González | Julio Peralta Horacio Zeballos | 4:6, 6:3, [10:1] |